# Tischtenniszentrum ASV Grünwettersbach
Das Tischtenniszentrum ASV Grünwettersbach ist eine Sporthalle in Karlsruhe-Grünwettersbach.
Seit Anfang 2015 wird das ehemalige, zur Sporthalle umgebaute Hallenbad vom ASV Grünwettersbach als Zentrum für Tischtennis (TT) und weitere Sportarten genutzt. In der Halle finden die Heimspiele des ASV in der Ersten TT-Bundesliga statt. Außerdem werden dort die Trainingseinheiten aller TT-Mannschaften des ASV durchgeführt. Im Tischtenniszentrum ist auch der Tischtennis-Store Grünwettersbach untergebracht. Im gleichen Gebäudekomplex befindet sich auch die Sporthalle Wettersbach, die von der Stadt Karlsruhe betrieben wird.